# Ferrovia Zurigo-Ziegelbrücke-Näfels
La ferrovia Zurigo-Ziegelbrücke-Näfels (nota anche come Linksufrige Zürichseebahn, letteralmente "ferrovia della sponda sinistra del lago di Zurigo") è una linea ferroviaria a scartamento normale della Svizzera. La linea fino a Thalwil insieme alla linea Thalwil–Arth-Goldau fino a Zug e alla linea Zugo-Lucerna, è parte del collegamento Zurigo-Lucerna, e ad Arth-Goldau raggiunge la linea del Gottardo collegando Zurigo al Canton Ticino e all'Italia. 

## Storia
Nel 1872 la Schweizerische Nordostbahn (NOB) stipulò un contratto per la costruzione di una linea ferroviaria sulla sponda sinistra del lago di Zurigo con diramazione Thalwil-Zugo. La linea è stata aperta il 20 settembre 1875, insieme al suo prolungamento da Ziegelbrücke a Näfels-Mollis, dove si innestava sulla linea VSB Weesen-Glarona.
La NOB venne nazionalizzata il 1º gennaio 1902: le sue linee entrarono a far parte delle Ferrovie Federali Svizzere (FFS).
Il 5 marzo 1923 entrò in servizio la trazione elettrica tra Zurigo e Thalwil (contestualmente fu elettrificata anche la ferrovia Thalwil-Zugo). La tratta Thalwil-Richterswil fu elettrificata il 1º giugno 1924, mentre il 15 dicembre 1927 fu il turno della Richterswil-Ziegelbrücke.
Già sotto la gestione NOB, nel 1896, fu raddoppiata la tratta tra Wiedikon e Thalwil; l'anno successivo anche la tratta tra la stazione centrale di Zurigo e quella di Wiedikon fu raddoppiata.
Il 18 aprile 1923 fu raddoppiata la tratta Thalwil-Oberrieden; nel 1926 fu il turno della Oberrieden-Richterswil.
Nel 1927 il percorso della linea nella città di Zurigo fu deviato tra la stazione centrale e quella di Wollishofen, con la costruzione di due gallerie: il nuovo percorso entrò in servizio il 1º marzo 1927.
Nel 1931 venne raddoppiata la sezione tra Richterswil e Pfäffikon SZ; dieci anni dopo venne raddoppiata la tratta Pfäffikon SZ-Lachen, nel 1951 fu il turno della sezione tra Schübelbach-Buttikon e Reichenburg e nel 1952 della tratta tra Siebnen-Wangen e Schübelbach-Buttikon. Nel 1955 fu raddoppiata la tratta Lachen-Siebnen-Wangen.
Il 15 giugno 2003 è entrata in servizio la galleria di base dello Zimmerberg, utilizzata dai convogli che non fermano alla stazione di Zurigo Enge.

## Caratteristiche
La linea, a scartamento normale, è lunga 56,8 km. La linea è elettrificata a corrente alternata monofase con la tensione di 15.000 V alla frequenza di 16⅔ Hz; la pendenza massima è del 7‰. È interamente a doppio binario.

### Percorso
|  |  | Unknown route-map component "tCONTg" |

|  | Unknown route-map component "KBHFa-L" | Unknown route-map component "tSBHF-R" |

|  | Straight track | Unknown route-map component "tSTRe" |

|  | Unknown route-map component "KRWg+l" | Unknown route-map component "KRWr" |

| Unknown route-map component "CONTgq" | Junction both to and from right |  |

| Non-passenger station/depot on track |

| Unknown route-map component "STRc2" | Unknown route-map component "ABZg3" |  |

| Unknown route-map component "tSTR+1a" | Unknown route-map component "STR+c4" |  |

| Unknown route-map component "tSTR" | Station on track |  |

| Unknown route-map component "tSTR" | Unknown route-map component "tSTRa" |  |

| Unknown route-map component "tCONTgq" | Unknown route-map component "tKRZt" | Unknown route-map component "tABZgr" |  |  |

| Unknown route-map component "tDST" | Unknown route-map component "tSTRe" |  |

| Unknown route-map component "tSTR" | Stop on track |  |

| Unknown route-map component "tSTR" | Enter and exit tunnel |  |

| Unknown route-map component "tSTR" | Station on track |  |

| Unknown route-map component "tSTR" | Station on track |  |

| Unknown route-map component "tDST" | Straight track |  |

| Unknown route-map component "extCONTgq" | Unknown route-map component "etABZgr" | Straight track |  |  |

| Unknown route-map component "tSTR2e" | Stop on track + Unknown route-map component "STRc3" |  |

| Unknown route-map component "STRc1" | Unknown route-map component "ABZg+4" |  |

| Station on track |

| Unknown route-map component "CONTgq" | Unknown route-map component "ABZgr" |  |

| Station on track |

| Station on track |

| Station on track |

| Station on track |

| Unknown route-map component "CONTgq" | Unknown route-map component "ABZgr" |  |

| Station on track |

| Non-passenger station/depot on track |

| Stop on track |

| Station on track |

| Unknown route-map component "CONTgq" | Unknown route-map component "ABZg+r" |  |

| Station on track |

|  | Unknown route-map component "ABZgl" | Unknown route-map component "CONTfq" |

| Stop on track |

| Station on track |

| Unknown route-map component "SKRZ-Ao" |

| Station on track |

| Station on track |

| Station on track |

| Station on track |

| Small bridge over water |

|  | Unknown route-map component "ABZg+l" | Unknown route-map component "CONTfq" |

| Station on track |

| Unknown route-map component "STR+l" | Unknown route-map component "xABZglr" | Unknown route-map component "STR+r" |

| Straight track | Unknown route-map component "exSTR" | Enter and exit tunnel |

| Straight track | Unknown route-map component "ABZxl+l" | Unknown route-map component "ABZr+xr" |

| Straight track | Straight track | Unknown route-map component "exBHF" |

| Unknown route-map component "hKRZWae" | Unknown route-map component "hKRZWae" | Unknown route-map component "exhKRZWae" |

| Straight track | Unknown route-map component "ABZl+xl" | Unknown route-map component "ABZxr+r" |

| Straight track | Unknown route-map component "exSTR" | Non-passenger station/depot on track |

| Station on track | Unknown route-map component "exSTR" | Straight track |

|  | Straight track | Unknown route-map component "exABZgl" | Unknown route-map component "eKRZ" | Unknown route-map component "exCONTfq" |

| Straight track | Unknown route-map component "exSTR" | Unknown route-map component "CONTl+g" |

| One way leftward | Unknown route-map component "xABZg+r" |  |

|  | Station on track |

|  | Continuation forward |

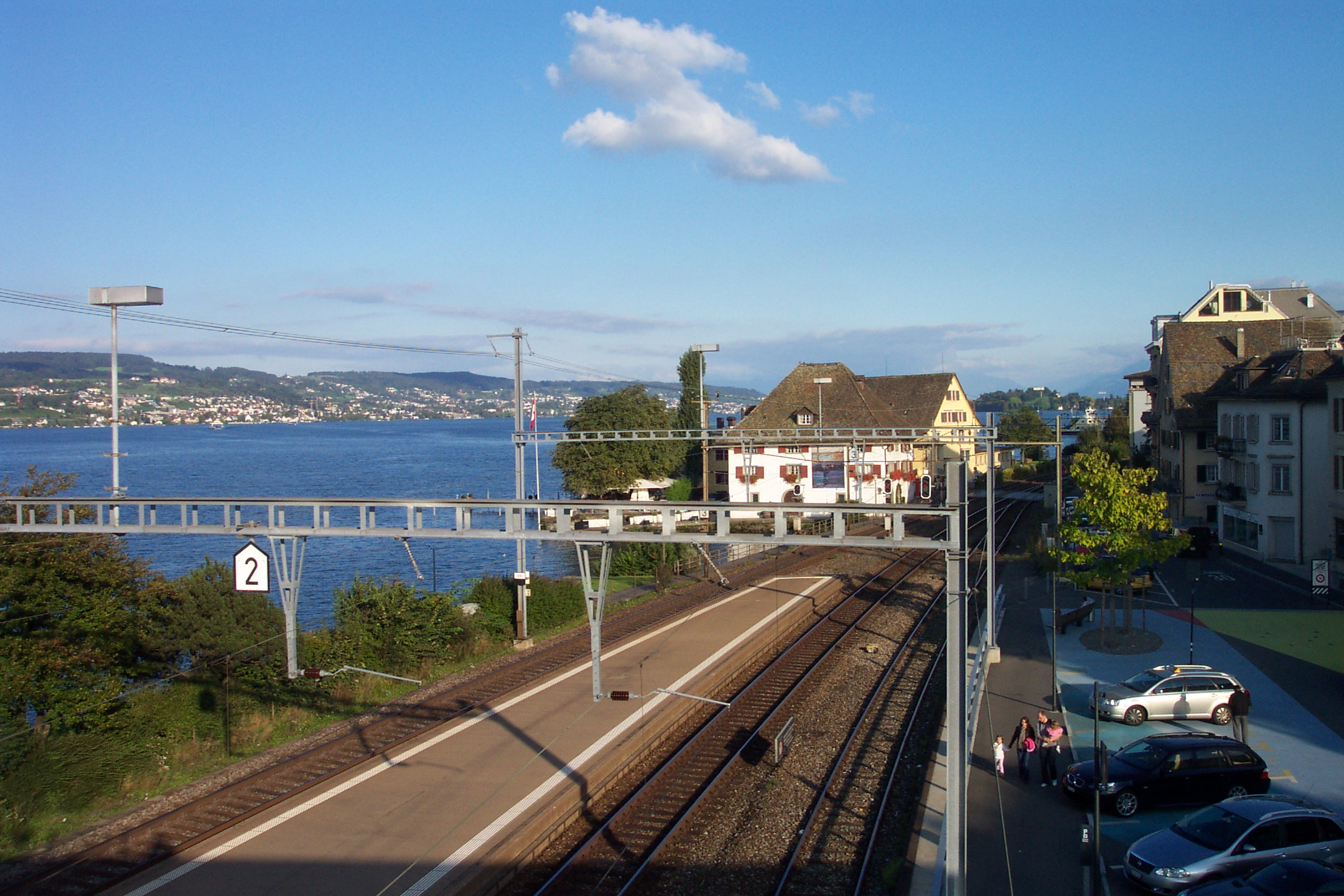
La linea nei pressi della stazione di Horgen; sullo sfondo il lago di Zurigo

La linea parte dalla stazione centrale di Zurigo; nei pressi della stazione di Zurigo Wiedikon si trova un raccordo che collega la ferrovia con la Sihltalbahn, utilizzato da treni merci e dai treni storici dello Zürcher Museums-Bahn.
Uscita da Zurigo la linea costeggia il lago di Zurigo, toccando Kilchberg e Rüschlikon; a Thalwil si distacca la linea per Zugo. I treni a lunga percorrenza da Zurigo verso Zugo sono instradati nella galleria di base dello Zimmerberg.
La ferrovia serve quindi Oberrieden, Horgen, Wädenswil (località da cui si diparte la linea SOB per Einsiedeln). Tra Wädenswil e Freienbach si lascia il canton Zurigo per entrare nel canton Svitto, prima di arrivare a Pfäffikon, nodo ferroviario sulle linee per Arth-Goldau e per Rapperswil.
Si costeggia il lago di Zurigo fino a Lachen, quindi si sovrappassa l'autostrada A3 toccando Wangen, Schübelbach e Reichenburg prima di entrare nel canton Glarona servendo la località di Bilten. Attraversato il canale della Linth si entra nel canton San Gallo: la stazione di Ziegelbrücke, importante nodo ferroviario per Sargans e per Rapperswil, è situata nel comune di Schänis (al confine con Ziegelbrücke, frazione di Glarona Nord).
La linea dopo avere attraversato il canale della Linth lascia il canton San Gallo per entrare nel canton Glarona, e dopo toccata la stazione di Nieder-und Oberurnen, raggiunge la stazione di Näfels-Mollis, da dove prosegue per Linthal.